# Robert Friedrich Goetze
Robert Friedrich Goetze (* 1881 in Köthen (Anhalt); nach 1940 verschollen) war ein deutscher Architekt und Baubeamter.

## Leben
Nach einer Maurerlehre in Köthen, die er mit der Gesellenprüfung abschloss, besuchte Goetze die Baugewerkschule in Magdeburg, die er mit einem Zeugnis als Bautechniker verließ. Als Einjährig-Freiwilliger diente er in einem Anhaltischen Regiment, dann folgten sechs Semester Architektur-Studium an der Technischen Hochschule Karlsruhe und der Technischen Hochschule München. Während seines Studiums in München arbeitete er als Assistent von Stadtbaurat Hans Grässel. Dann zog es den jungen Architekten in die prosperierende Reichshauptstadt Berlin, wo er für kurze Zeit in das Architekturbüro von Alfred Messel eintrat.
Als die Stelle eines Assistenten des künstlerischen Leiters der Entwurfsabteilung im Stadtbauamt von Rixdorf (seit 1910: Neukölln) ausgeschrieben wurde, bewarb sich Goetze und trat diese Stellung 1906/1907 an. Der talentierte Goetze wurde mit vielfältigen Entwurfsaufgaben betraut und der Stadtbaurat Reinhold Kiehl veranlasste seine Aufnahme in den Architekten-Verein zu Berlin. 1910 erhielt Robert Goetze den Schinkelpreis für Architektur. Bis 1924 war Goetze in der Entwurfsabteilung tätig, als das Neuköllner Hochbauamt erheblich verkleinert wurde. Er wechselte in die preußische Bau- und Finanzdirektion Berlin. Seinen letzten Bauauftrag, die ganz im Stile der Architektur im Nationalsozialismus projektierte Polizeisportschule in Spandau, konnte er noch als Oberbaurat mit seinem Kollegen Oberbaurat Friedrich Schirmer 1939/1940 ausführen.
Robert Goetzes weiteres Schicksal nach 1940 ist unbekannt.